# Ropica hayashii
Ropica hayashii är en skalbaggsart som beskrevs av Stefan von Breuning 1958. Ropica hayashii ingår i släktet Ropica och familjen långhorningar. Inga underarter finns listade i Catalogue of Life.